# Оулу
Оулу (фин. Oulu, швед. Uleåborg) је значајан град у Финској, у северном делу државе. Оулу је управно седиште округа Северна Остроботнија, где град са окружењем чини истоимену општину Оулу
Оулу је најсевернији од великих финских градова, а такође спада и међу најсеверније веће градове на нивоу Света.

## Географија
Град Оулу се налази у северном делу Финске. Од главног града државе, Хелсинкија, град је удаљен 600 км северно.
Рељеф: Оулу се сместио у приобалном делу Скандинавије, у историјској области Остроботнија. Подручје града је равничарско до брежуљкасто, а надморска висина се креће око 5 м.
Клима у Оулуу је оштра континентална на прелазу ка субполарној клими. Стога су зиме оштре и дуге, а лета свежа.
Воде: Оулу се развио на североисточној обали Балтичког мора (Ботнијски залив). Град се заправо сместио на дну омањег залива (који се исто зове Оулу). На овом месту се река Оулу улива у залив.

## Историја
Оулу је стар град за финске услове. Град је основао 1605. шведски краљ Карл IX од Шведске наспрам замка, којег је изградио на острву Линансарију. То се догодило након повољног мировног споразума са Русима. Тим споразумом отклоњена је опасност напада уобичајеним путем, реком Оулу, која је од давнина служила за трговину. Оулу је главни град области Оулу од 1776. године.
Велики пожар је 1822. уништио већи део града. Позвали су великога архитекту Карла Лудвига Енгела да изради план обнове града. Карл Лудвиг Енгел је познат по неокласичним грађевинама у Хелсинкију. Његов план је дао основу средишњем и данас најстаријем делу Оулуа. По његовом нацрту је 1832. изграђена саборна црква.
Последњих пар деценија Оулу се брзо развио у савремено градско насеље.

## Становништво
Према процени из 2012. године на градском подручју Оулуа је живело 190.847 становника, док је број становника општине био 192.680.
| 1980.   | 1990.   | 2000.   | 2012.   |
| ------- | ------- | ------- | ------- |
| 121.809 | 136.029 | 160.851 | 190.847 |

Етнички и језички састав: Оулу је одувек био претежно насељен Финцима. Последњих деценија, са јачањем усељавања у Финску, становништво града је постало шароликије. По последњим подацима преовлађују Финци (97,3%), присутни су и у веома малом броју Швеђани (0,2%), док су остало усељеници.

## Привреда
Оулу је био светски познат по смолама и по лососима. Градска привреда данас се заснива на високим технологијама, а посебно на информационим технологијама. Због тога се данас Оулу назива и „живом лабораторијом“. Друге значајне индустрије: су дрвнопрерађивачка, индустрија папира и индустрија челика. Велики аеродром „Оулу“ је други аеродром по броју путника у Финској.

## Знаменитости
Музички фестивал у Оулуу је познат ван граница Финске. Посебно је познат по светском такмичењу у гитари. Универзитет Оулу се налази 6 километара северно од градског језгра.

## Галерија
- Ротуари, главна пешачка улица у Оулуу
- Градски музеј
- Главна градска протестантска црква
- Градски културни центар